# Tyrrell 017
O  017/017B é o modelo utilizado da Tyrrell na temporada de 1988 e a versão B na primeira prova de 1989, o GP do Brasil de F1. Conduziram: Jonathan Palmer, Julian Bailey e Michele Alboreto.

## Resultados[1]
(legenda) 
| Ano  | Chassi | Motor                | N° | Pilotos          | 1     | 2     | 3    | 4    | 5     | 6   | 7     | 8     | 9    | 10    | 11   | 12   | 13    | 14    | 15   | 16    | Pontos  | Posição |  |
| ---- | ------ | -------------------- | -- | ---------------- | ----- | ----- | ---- | ---- | ----- | --- | ----- | ----- | ---- | ----- | ---- | ---- | ----- | ----- | ---- | ----- | ------- | ------- |  |
|      |        |                      |    |                  |       |       |      |      |       |     |       |       |      |       |      |      |       |       |      |       |         |         |  |
|      |        |                      |    |                  | BRA   | SMR   | MON  | MEX  | CAN   | USE | FRA   | GBR   | GER  | HUN   | BEL  | ITA  | POR   | ESP   | JAP  | AUS   |         |         |  |
| 1988 | 017    | Ford Cosworth DFZ V8 | 3  | Jonathan Palmer  | Ret G | 14 G  | 5 G  | NQ G | 6 G   | 5 G | Ret G | Ret G | 11 G | Ret G | 12 G | NQ G | Ret G | Ret G | 12 G | Ret G | 5       | 8º      |  |
| 1988 | 017    | Ford Cosworth DFZ V8 | 4  | Julian Bailey    | NQ G  | Ret G | NQ G | NQ G | Ret G | 9 G | NQ G  | 16 G  | NQ G | NQ G  | NQ G | 12 G | NQ G  | NQ G  | 14 G | NQ G  | 5       | 8º      |  |
|      |        |                      |    |                  |       |       |      |      |       |     |       |       |      |       |      |      |       |       |      |       |         |         |  |
|      |        |                      |    |                  | BRA   | SMR   | MON  | MEX  | USA   | CAN | FRA   | GBR   | GER  | HUN   | BEL  | ITA  | POR   | ESP   | JAP  | AUS   |         |         |  |
| 1989 | 017B   | Ford Cosworth DFZ V8 | 3  | Jonathan Palmer  | 7 G   |       |      |      |       |     |       |       |      |       |      |      |       |       |      |       | 01 (16) | 5º      |  |
| 1989 | 017B   | Ford Cosworth DFZ V8 | 4  | Michele Alboreto | 10 G  |       |      |      |       |     |       |       |      |       |      |      |       |       |      |       | 01 (16) | 5º      |  |

↑1  Palmer marcou 2 pontos, Alboreto 6 e Alesi 8 num total de 16 pontos com o Tyrrell 018.